# Ленцман, Леонид Николаевич
Леонид Николаевич Ленцман (родился 10 декабря 1915 года в Симферополе — умер в 1996 году в Санкт-Петербурге) — партийный и государственный деятель Эстонской ССР, депутат Совета Национальностей Верховного Совета СССР 4, 5, 6, 7, 9 и 10 созывов.

## Биография
Учился в сельскохозяйственном техникуме, в 1933—1938 году учился на филологическом факультете Ленинградского государственного университета, в 1938—1940 гг. был учителем школы в Мурманской области.
С октября 1940 по январь 1941 года служил в Красной Армии, с января до июля 1941 года снова преподавал в школе в Мурманской области, в сентябре 1941 года он был политическим работником в Красной Армии, с 1942 года принадлежал к ВКП(б).
В 1948—1950 годы руководил отделом пропаганды и агитации ЦК Коммунистической Партии (большевиков) Эстонии, с 25 декабря 1948 по 1989 годы был членом ЦК КП(б)Э.
В 1950—1951 годах — министр образования Эстонской ССР, а с 27 января 1951 по 20 августа 1953 года — секретарь ЦК КП(б)Э. Одновременно с 14 апреля 1951 по 1986 год был членом Бюро ЦК КП(б)Э.
С 20 августа 1953 года по 7 января 1964 года — 2-й секретарь ЦК КПЭ, а с 8 февраля 1964 по 11 февраля 1971 года — снова секретарем ЦК КПЭ. В 1971—1982 годы был председателем Эстонского республиканского совета профсоюзов, в 1982—1986 годы — председателем Комитета контроля ЦК КПЭ, а с 20 марта 1987 года — председателем Президиума Эстонской республиканской организации ветеранов войны и труда.
Избирался депутатом Верховного Совета ЭССР 3, 4, 7, 8, 10, 11 созывов, депутатом Совета Национальностей Верховного Совета СССР 4, 5, 6, 7, 9 и 10 созывов.